# Liebesbriefe (1945)
Liebesbriefe (Originaltitel: Love Letters) ist ein US-amerikanischer Liebesfilm mit Jennifer Jones und Joseph Cotten unter der Regie von William Dieterle aus dem Jahr 1945. Ayn Rand nahm in ihrem Drehbuch zahlreiche Anleihen bei Edmond Rostands Versdrama Cyrano de Bergerac. Für Jennifer Jones und Joseph Cotten war es der zweite von insgesamt vier gemeinsamen Filmen.  

## Handlung
Während der Kämpfe an der Front in Italien bietet der Engländer Allen Quinton seinem Freund Roger Morland an, für ihn die Liebesbriefe an die junge Victoria Remington zu verfassen.  Roger ist nicht so gewandt mit den Worten und nimmt die Hilfe seines Freundes dankbar an. Victoria verliebt sich mit jedem Brief mehr in den – vermeintlichen – Absender Roger und bekennt in ihren Antwortschreiben ihre wachsenden Gefühle. Je intensiver die Korrespondenz wird, desto mehr verliebt sich Alan, der eigentlich mit Helen Wentworth verlobt ist, in Victoria. Nach Beendigung des Krieges kehrt Roger zurück nach England und Alan bleibt allein zurück mit seiner Liebe zu einer Frau, die er nie gesehen hat und die von seiner Existenz überhaupt nichts ahnt. 
Dann erfährt Allen, dass Victoria Roger drei Tage nach der Hochzeit ermordet haben soll. Tatsächlich konnte der Hergang des Verbrechens niemals aufgeklärt werden, da die einzige Zeugin Beatrice Remington vor Schreck über das Gesehene in eine Schockstarre gefallen ist und Victoria seit dem Ereignis unter Amnesie leidet. Alle ihre Erinnerungen sind verloren, doch Alan versucht sie wieder gesund zu bekommen.
Es gelingt Alan schließlich, das Geheimnis zu lüften: Roger konnte es nicht ertragen, dass Victoria nicht ihn, sondern den Autor der Liebesbriefe liebte. Die Ehe war gekennzeichnet von physischer und psychischer Gewalt durch Roger gegenüber Victoria. Als Roger die besagten Briefe ins Feuer warf, kam es zum Kampf mit Victoria, die die Briefe zu retten versuchte. In dieser Situation eilte Beatrice zu Hilfe und erstach Roger, um danach vor Schreck über ihre Tat in die Katatonie zu verfallen. Victoria erlitt einen totalen Gedächtnisverlust. Am Ende muss sich Beatrice für ihr Verbrechen verantworten, während Victoria und Alan heiraten.

## Hintergrund
Produzent Hal Wallis bot die männliche Hauptrolle zunächst Gregory Peck an, der jedoch ablehnte, da er kurz zuvor in Alfred Hitchcocks Ich kämpfe um dich eine sehr vergleichbare Rolle übernommen hatte. Wallis entschied sich dann für Joseph Cotten, der wie Jennifer Jones unter Vertrag bei David O. Selznick stand. 
Gedreht wurde der Film vom 23. Oktober bis zum 23. Dezember 1944 in den Paramount Studios Hollywood. Die Uraufführung erfolgte am 26. August 1945 im Globe, New York. Kinostart war am 26. Oktober 1945, die deutsche Erstaufführung geschah am 27. April 1949 an der Filmbühne Wien in Berlin.
Jennifer Jones erhielt eine Gage von US-Dollar 100.000 und wurde für ihre Darstellung für den Oscar als beste Hauptdarstellerin nominiert. Sie verlor am Ende gegen Joan Crawford in Solange ein Herz schlägt. Jones und Cotten standen kurz nach Beendigung der Dreharbeiten für Liebesbriefe bereits wieder gemeinsam für Duell in der Sonne von Regisseur King Vidor vor der Kamera.

## Kritiken
Bosley Crowther bemitleidete in seiner Kritik in der New York Times die Schauspieler in Liebesbriefe. Zwar nannte er Jennifer Jones Leistung „einfältig“, ergänzte aber, dass „selten ein schlechteres Drehbuch oder eine amteurhaftere Regie einem unschuldigen Star an den Kopf geworfen wurde“. Sein Mitleid trifft aber auch Joseph Cotten, Gladys Cooper, Cecil Kellaway und Ann Richards, die „nicht im geringsten von der süßlichen und angeberischen Regie Dieterles profitieren“ könnten.
Das Lexikon des internationalen Films sah ein „[v]erworrenes, sehr dialoglastiges Psycho-Melodram mit hervorragenden Darstellern.“

## Auszeichnungen
Der Film ging mit vier Nominierungen in die Oscarverleihung 1946, gewann jedoch keinen der Preise:
- Beste Hauptdarstellerin: Jennifer Jones
- Beste Szenenbild  (Schwarz-Weiß):  Hans Dreier, Roland Anderson, Sam Comer, Ray Moyer
- Beste Filmmusik: Victor Young
- Bester Song: Love Letters (Victor Young, Edward Heyman)